# Feroza Adam
Feroza Adam (16 tháng 8 năm 1961 - 9 tháng 8 năm 1994) là một người hoạt động chính trị Nam Phi, một nhà báo PR cho Quốc hội Châu Phi và các tổ chức khác. Cô được bầu vào Quốc hội Nam Phi năm 1994, ngay trước khi bị chết trong một tai nạn xe hơi.

## Tuổi thơ
Feroza Adam lớn lên tại thị trấn Lenasia của thành phố Johannesburg, trong một gia đình Hồi giáo. Cô học tại Đại học Witwatersrand, tại đó cô trở nên tích cực trong chính trị với tư cách là thành viên của các nhóm sinh viên liên kết với Đại hội Ấn Độ Transvaal. Cô phục vụ trong ban điều hành của Tổ chức sinh viên Azanian. Rất lâu sau đó, cô đã nghiên cứu sâu hơn về quan hệ quốc tế và ngoại giao tại Viện Quan hệ Quốc tế Clingendael, Hà Lan.

## Nghề nghiệp
Feroza Adam dạy học sau khi học xong đại học. Cô gia nhập Liên đoàn Phụ nữ Transvaal (FedTVAW) và Liên đoàn Phụ nữ Nam Phi, và từ năm 1984 đến 1990, cô phục vụ liên đoàn sau này với tư cách là một nhà báo. Từ năm 1988, cô làm việc toàn thời gian cho Mặt trận Dân chủ Thống nhất. Cô đã giúp thành lập văn phòng khu vực của Quốc hội Châu Phi cho Pretoria-Witwatersrand-Vereeniging, và phục vụ trong ban chỉ đạo của Liên minh Quốc gia Phụ nữ. Cô là thư ký công khai cho Hội Phụ nữ của ANC từ năm 1992 đến năm 1993. Năm 1990, cô đã có bài phát biểu trước một hội nghị phụ nữ toàn quốc, nói rằng: 
 "Điều quan trọng đối với chúng tôi là đoàn kết phụ nữ cam kết với một quốc gia dân chủ phi chủng tộc, phi giới tính, phi chủng tộc. Nếu không, chúng ta sẽ thấy mình trong tình trạng tương tự như phụ nữ từ các quốc gia khác trong thời kỳ hậu giải phóng. Sau khi đấu tranh cùng với người đàn ông của mình để giải phóng, các đồng chí nữ thấy vị trí của họ không thay đổi. Chúng ta cần phải khẳng định vị thế của mình là phụ nữ mạnh mẽ hơn bao giờ hết và chúng ta chỉ có thể làm điều đó như một giọng nói thống nhất, thống nhất. "  
 Năm 1994, cô được bầu làm Thành viên của Quốc hội, trong chính phủ được bầu cử dân chủ đầu tiên ở Nam Phi.

## Đời tư
Feroza Adam đã chết vì những vết thương kéo dài trong một vụ tai nạn vào ngày 8 tháng 8 năm 1994, khi cô lái xe ô tô đi sai đường vào lối ra xa lộ ở Cape Town. Cô đã chết vài ngày trước sinh nhật thứ 33 của mình. Thi hài của cô được chôn cất tại Johannesburg.